# Gontscharovia
Gontscharovia  é um gênero botânico da família Lamiaceae.

## Espécie
Gontscharovia popovii

## Nome e referências
Gontscharovia (B.Fedtsch. & Gontsch. ) A.Boriss.